# Cornifalx insignis
Cornifalx insignis är en spindelart som beskrevs av Hickman 1979. Cornifalx insignis ingår i släktet Cornifalx och familjen Orsolobidae.
Artens utbredningsområde är Tasmanien. Inga underarter finns listade i Catalogue of Life.